# Roland Rosset
Roland Rosset (* 5. Januar 1957 in Luzern) ist ein ehemaliger Schweizer Ruderer.

## Werdegang
Rosset ruderte für den Seeclub Stansstad und war von 1975 bis 1985 Mitglied der Schweizer Rudernationalmannschaft in verschiedenen Altersklassen. Er ist 5-facher Schweizer Meister und qualifizierte sich für mehrere Ruder-Weltmeisterschaften und Länderkämpfe. Seine grössten Erfolge feierte er im Leichtgewichts-Doppelzweier mit Pius Z’Rotz mit der Bronzemedaille bei den Ruder-Weltmeisterschaften 1983 in Duisburg und dem Sieg an der Internationalen Rotseeregatta in Luzern. 
Bei weiteren Teilnahmen an Ruder-Weltmeisterschaften belegte er 1981 den 12. Rang im Leichtgewichts-Vierer ohne Steuermann und 1982 in derselben Bootsklasse den 8. Platz. Mit seinem Standardpartner Pius Z’Rotz belegte er später an den Weltmeisterschaften in Montreal (1984) den 5. Platz; 1985 in Hazewinkel schied das Boot frühzeitig aus. Als Junior belegte er an den Junioren-Weltmeisterschaften 1975 in Montreal den 4. Platz im Doppelvierer.
Rosset besuchte zum Studium der Betriebswirtschaftslehre die Höhere Wirtschafts- und Verwaltungsschule Luzern und arbeitete danach in verschiedenen Bereichen der Marktforschung. Von 2007 bis 2015 war er überdies Vorstandsmitglied im Verband Schweizer Markt- und Sozialforschung (vsms) und von 2010 bis 2015 dessen Präsident. Im Militär bekleidet er den Rang eines Hauptmanns.